# Take a penny, leave a penny
«Take a penny, leave a penny» (рус. Возьми пенни, оставь пенни), иногда «Give a penny, take a penny» (рус. Дай пенни, оставь пенни), пенни-поднос или пенни-пул — это тип подноса, блюдца или чашки, предназначенного для удобства при денежных операциях. Их часто можно найти в Соединенных Штатах на заправочных станциях, в магазинах у дома и других небольших магазинах. Также они были распространены в Канаде до того, как пенни вышел из обращения в 2013 году.

## Применение
Маленькая чашка или поднос возле кассы предназначена для того, чтобы покупатели могли класть пенни, полученные в качестве сдачи, если они им не нужны. Другие клиенты, которым, например, нужен один цент для транзакции, могут взять одну из монет, чтобы не нуждаться в своей или не давать монету или купюру более высокого номинала. Лоток также может использоваться кассирами в целях эффективности: кассир может взять с лотка пенни (1 цент), а затем дать покупателю, например, четвертак (25 центов) вместо 24 центов (две монеты по 10 центов и четыре пенни — всего шесть монет). Их также называют «пенни-пулами» и могут представлять собой либо обычный контейнер, например небольшую коробку, либо специально изготовленный контейнер, возможно, с рекламой или текстом, советующим покупателю «взять пенни, [или] оставить пенни».